# Herbert Rusche

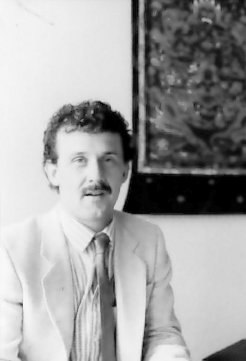
Herbert Rusche 1985 im Bundestag

Herbert Rusche (* 6. Mai 1952 in Bad Neuenahr; † 22. Dezember 2024 in Frankfurt am Main) war ein deutscher Politiker und Aktivist in der Schwulenbewegung. Er war in den 1970er Jahren im Vorstand des Kreisverbandes Offenbach der nationalistischen Aktionsgemeinschaft Unabhängiger Deutscher. Von 1980 bis 2001 gehörte er der Partei Bündnis 90/Die Grünen an, für die er 1985 in den Deutschen Bundestag nachrückte. 2009 trat er der Piratenpartei Deutschland bei.

## Persönliches
Durch die beruflich bedingte Mobilität seiner Familie lebte Rusche in seiner Kindheit in verschiedenen Städten und besuchte dort die Schulen. Nach dem Ende der Haupt- und Handelsschule lebte er in Kaiserslautern, Heidelberg, Berlin, Hamburg, Offenbach und Frankfurt am Main.
Rusche trat 1970 aus der evangelischen Kirche aus und konvertierte 1977 zum Buddhismus. Im selben Jahr eröffnete er zusammen mit seinem Freund den ersten Bioladen Offenbachs. In den 1980er und 1990er Jahren war Rusche selbstständig im Telekommunikationsbereich. So startete Rusche bereits 1988 im Bildschirmtext-System der Deutschen Bundespost ein erstes Online-Angebot für schwule Männer („BTX für Freunde“). Nach längerer Krankheit war er seit 2004 Rentner und lebte bis zu seinem Tod im Alter von 72 Jahren in Frankfurt. Aufgrund eines Schlaganfalls konnte er zuletzt weder gehen noch sprechen.

## Politische Entwicklung
Während seiner Schulzeit im Kraichgau war Herbert Rusche in einer lokalen sozialistischen Schülerinitiative aktiv, die Kontakte zum SDS in Heidelberg pflegte. In Heidelberg kam er 1970 erstmals mit der sich neu entwickelnden Schwulenbewegung in Verbindung und gründete mit Freunden im Jahre 1972 „Homo Heidelbergensis“ (Anspielung auf den seit 1908 bekannten Homo heidelbergensis), die erste Schwulengruppe Heidelbergs. Ab 1973 war er Mitglied der Berliner Homosexuellen Aktion Westberlin (HAW). Danach arbeitete er im schwulen Frankfurter Kommunikationszentrum „Anderes Ufer“ mit.
Er war im Vorstand des Kreisverbandes der nationalistisch-neutralistischen AUD Offenbach/Frankfurt und wurde Mitglied der Grünen Liste Hessen (GLH). Zur Landtagswahl in Hessen 1978 kandidierte Rusche auf der Landesliste der GLH. Die GLH erreichte 1,1 % der Stimmen und erhielt wegen der 5-Prozent-Hürde kein Landtagsmandat.
Später war er Gründungsmitglied der „Sonstigen politischen Vereinigung DIE GRÜNEN“ und danach auch der Partei Die Grünen. Von 1981 bis 1983 amtierte Rusche als Landesgeschäftsführer des Landesverbandes Hessen der Grünen. In seiner Amtszeit zogen die Grünen im September 1982 erstmals in den Hessischen Landtag ein (8,0 % der Wählerstimmen).
Bei der Bundestagswahl 1983 zogen die Grünen erstmals in den Bundestag ein (Liste der MdBs hier). Rusche gehörte der Bundestagsgruppe der Grünen an, die aus 28 Bundestagsabgeordneten und 28 Nachrückern bestand. Er rückte am 4. Oktober 1985 für Milan Horáček als Nachrücker in den Bundestag. Er war bis Januar 1987 im Bundestag.
Rusche wurde am 12. März 1984 in München bei einem Vortrag zur Problematik des § 175 wegen seiner Homosexualität von einem Neonazi angeschossen und leicht verletzt.
Als Abgeordneter brachte Rusche mit der Fraktion der Grünen im Februar 1984 ein Strafrechtsänderungsgesetz (Bundestagsdrucksache 10/2832, Plenarprotokoll 10/184) zur Streichung der §§ 175 und 182 Strafgesetzbuch und 1986 erneut einen Antrag zur Streichung des § 175 StGB ein. Rusche war auch der erste Politiker, der sich mit den aus der Krankheit AIDS entstandenen Problemen befasste. Viele Anfragen halfen, die Aufmerksamkeit der Öffentlichkeit auf das Thema zu lenken. Jährliche Anträge zum Haushalt machten deutlich, dass Mittel für die Forschung und Prävention gebraucht wurden.
Herbert Rusche war der erste Abgeordnete in der Geschichte des Deutschen Bundestages, der offen zu seiner Homosexualität stand.
Zusammen mit Petra Kelly brachte der Buddhist Rusche 1986 eine Kleine Anfrage (Drucksache 10/6127) zur menschenrechtlichen und völkerrechtlichen Situation in Tibet im Parlament ein. Der Anfrage folgten weitere Anfragen und Anhörungen.
Nach seiner Zeit im Bundestag arbeitete Rusche bei verschiedenen AIDS-Hilfe-Organisationen und von 1988 bis 1991 in der Homosexuellen Selbsthilfe mit.
2001 trat er bei Bündnis 90/Die Grünen aus, unter anderem wegen der von den Grünen mitverantworteten Kosovo-Politik der damaligen rot-grünen Bundesregierung (Kabinett Schröder I). Schon zuvor war Rusche Mitglied der Chance 2000 und wurde im Oktober 1999 einer der Vorsitzenden der Partei.
Am 24. August 2009 trat er der Piratenpartei Deutschland im Landesverband Hessen bei. Bei den Kommunalwahlen in Hessen 2011 kandidierte er für seine neue Partei für einen Sitz im Ortsbeirat seines Frankfurter Wohnviertels.
Bei der Aufstellungsversammlung am 16./17. Februar 2013 in Grünberg wurde er auf den zweiten Listenplatz der hessischen Landesliste für die Bundestagswahl 2013 gewählt. Am 22. Juni 2013 wurde Herbert Rusche zusätzlich als Direktkandidat für den Bundestagswahlkreis 174 (Fulda) gewählt. Zudem kandidierte er bei der Landtagswahl in Hessen 2013 im Wahlkreis Frankfurt am Main V für die Piraten.

## Spirituelle Positionen
Herbert Rusche war seit den 70er Jahren Buddhist. Als solcher war er von 2004 bis 2012 einer von drei Vertretern der „Buddhistischen Gemeinschaft“, des Vereins der Einzelmitglieder der Deutschen Buddhistischen Union (DBU) und von 2008 bis April 2011 Mitglied des Rates derselben.
Nach dem großen Tsunami 2011 initiierte er eine Spendensammlung der DBU für die Opfer, auch die Teilnahme der DBU an der Buchmesse in Frankfurt ging auf seine Initiative zurück; den DBU-Kongress „Buddha, Sex und Leidenschaft – Liebe und Verantwortung im Buddhismus“, der im Oktober 2011 in München stattfand, hat er mit vorbereitet.